# Tambura
De tambura (Bulgaars: Тамбура) is een op de Griekse bouzouki gelijkend snaarinstrument, dat wordt gebruikt in Bulgarije, Macedonië en de Pirin, en incidenteel ook gebruikt wordt door zigeuners in Zuidoost-Hongarije. 
De klankkast van het instrument wordt doorgaans gesneden uit één stuk hout. De tambura wordt met een plectrum bespeeld. De snaren van alle soorten balkantambura's zijn dubbelkorig gestemd, dus steeds per twee snaren die "unisono" (gelijkklinkend) gestemd zijn, hetgeen bedoeld is om het instrument luider te laten klinken.

## Bulgarska tambura
De achtsnarige tambura komt voor in heel Bulgarije, wordt Bulgarska tambura genoemd, en is (dubbelkorig) gestemd als de hoogste vier snaren van de gitaar (D – G – B – E). De toets op de hals is voorzien van vaste fretten. De kast is vrij plat. Het bovenblad is plat of iets bollend en uit één stuk hout gesneden. De klank is kort en helder. De manier van bouwen is een van de best bewaarde geheimen; er zijn weinig goede bouwers meer over op de wereld, zélfs niet in Bulgarije...
De Bulgarska tambura dient in traditionele vijf- à zesmansformatie vooral als ritmisch/harmonisch begeleidingsinstrument (akkoorden) naast de tapan (turkse trom), maar wordt naast de overige (melodie-)instrumenten als kaval (herdersfluit), gadulka (vedel) en gaida (doedelzak) ook wel gebruikt voor korte solo's. In kleinere traditionele bezetting als trio (trakiiski troika) fungeert de Bulgarska tambura vaak als enig begeleidingsinstrument naast gaida en kaval/gadulka. Ook bestaan er een aantal "tambura-troika's" (3 tambura's).
In de huidige samenstelling van de meeste Bulgaarse bruiloftsorkesten (waarin klarinet, accordeon, synthesizer, elektrische bas en drumstel de traditionele instrumenten grotendeels hebben vervangen) komt de tambura steeds minder voor, en wordt er vaak gekozen voor ritmisch/harmonische begeleiding door de elektrische gitaar. In sporadische gevallen wordt dan de bulgarski tambura nog als extra, vaak zeer virtuoos bespeeld solo-instrument ingezet.
Er is een onderscheid tussen enerzijds de klassieke stijl van ritmisch/harmonische begeleiding, waarbij de speler een gedifferentieerde tokkelstijl combineert met slagen waarbij de gehele snaarpartij wordt aangeslagen, en anderzijds de zigeunerstijl, waarbij uitsluitend een uitgebreide, vaak zeer snelle (en opzwepende) slagtechniek wordt gebruikt. In het laatste geval bezit zo'n tambura naast de dubbele B- en E-snaar slechts een enkel uitgevoerde D- en G-snaar, zodat het instrument nog sneller aanspreekt. Bij uitzonderlijk snelle begeleiding zal dan de speler (in geval van de vaak voorkomende onregelmatig samengestelde Bulgaarse ritmes) steeds twee maten samennemen, waarbij iedere tweede maat volledig syncopisch aangeslagen wordt.
Er zijn in 2008 nog maar enkele bouwers van de Bulgarski tambura over. Stefan Stefanov uit Gabrovo (Midden-Bulgarije) is een van de oudere bouwers die probeert de jongere garde weer te enthousiasmeren en op te leiden.
Bekende spelers van de Bulgarska tambura zijn Rumen Sirakov (1941), Petar Zambov en Valeri Dimchev. De laatste heeft een modernere, experimentele speelstijl ontwikkeld die momenteel door veel jongere tamburaspelers gekopieerd wordt. Rob Kerkhoven (1958–2011) kreeg les van Sirakov en Zambov. Tot zijn overlijden speelde hij in de Nederlandse Balkanswingband Sultan.

## Makedonska tambura
In Macedonië bestaat een viersnarige tambura, de Makedonska tambura, die eveneens dubbelkorig is, en naast de kaval, gajda, de 'kemene' (Macedonische vedel) en de tapan, zowel als melodie- als begeleidingsinstrument gebruikt wordt. De bouw van het instrument verschilt enigszins met die van de Bulgaarse tambura: de kast is vrij hol (als bij de Turkse saz), en meestal uit één stuk hout gesneden/uitgehold. Het bovenblad bestaat uit een, in elkaar overlopend, licht en een donker deel. De toets is vrijwel altijd voorzien van vaste fretten; in een enkel geval zijn er tussenvormen gebruikt, bijvoorbeeld hals zonder toets en/of bindingen in plaats van fretten (als bij de saz).
In het geval van melodisch spel worden alle snaren aangeslagen, waarbij het laagste paar klinkt als grondtoon/bourdon en de melodie gespeeld wordt op het hoogste paar snaren.
In een enkel bekend geval (orkestar Pece Atanasovski / orkest Prijatno) wordt een van de melodiesnaren vervangen door een gelijkgestemde, doch 1 octaaf lager klinkende snaar, als gebruikelijk bij de laagste twee snaren van de Griekse bouzouki. Hierdoor ontstaat een 'warmere' klank van de melodie.
Aangezien de kemene in Macedonië vrijwel uitgestorven is, is het in de nog bestaande traditionele orkesten niet ongebruikelijk dat er twee Makedonski tambura's spelen, waarbij de één de melodielijnen speelt, terwijl de ander de ritmische harmonie-intervallen voor zijn rekening neemt.
Er zijn in 2008 nog een aantal (goede) bouwers over van dit instrument. De bekendste is Ljubomir (Ljube) Gijevski (uit Skopje, de hoofdstad van Macedonië) bij wie een der grootste gajdaspelers en orkestleiders die Macedonië ooit heeft gehad, Pece Atanasovski, de tambura's bestelde om jonge talenten op te leiden. Gelukkig zijn er nog vele tamburaspelers, die (al dan niet in groepsverband) de kunst van het Macedonisch tamburaspel niet verleerd zijn.

## Pirinska tambura
In de Pirin (Zuidwest-Bulgarije) komt ook nog de zessnarige tambura voor, de Pirinska tambura, die eveneens dubbelkorig is (dus 3 × 2 snaren). Dit instrument heeft veelal dezelfde bouw als de Bulgarska tambura, hoewel een enkeling een wat "bollere buik" heeft, en hiermee zijn Macedonisch bouwer verraadt.
In Macedonië en de rest van Bulgarije bestaat de samenstelling van de orkesten meestal uit zo'n 5 à 6 muzikanten met verschillende instrumenten, in een 'Pirinski Orkestar' is het gebruikelijk dat er naast één of twee kavals, een gadûlka en een darbuka (met laag gespannen vel) meerdere zessnarige Pirinski tambura's spelen, soms ook in combinatie met achtsnarige Pirinski tambura's (met iets kortere hals dan de Bulgarska tambura), waarbij een deel van de tambura's de melodie voor zijn rekening neemt (al dan niet met bourdonsnaren), een deel tweede stem speelt en een ander deel de harmonieën. In deze muziekstijl komen gaida en tapan overigens nauwelijks voor. Niet zelden begeleidt zo'n (groot) orkest een al even imposant koor in de ballade-achtige zangstijl, die zo kenmerkend is voor de muziek- en danscultuur uit de Pirin.

## Geschiedenis en afleiding
In de westelijke Balkan (Kroatië en Bosnië) komt een tokkelinstrument voor, dat zowel in de gebieden zelf als in de Engelse vocabulaire, de naam "tambura" draagt. Dit instrument is echter géén direct etnomusicologisch familielid van de tambura als hierboven vermeld, maar behoort tot de tamburitzafamilie. Voor betreffende instrumentfamilie bestaan uitstekende (overwegend Amerikaans georiënteerde, door emigranten opgezette) websites: tamburaweb en tamburaland.
Hoewel de instrumenten erg op elkaar lijken, is de tamburitzafamilie van West-Europese oorsprong (mandoline), terwijl de tamburafamilie zoals deze voorkomt in het oostelijk Balkangebied, van oriëntaalse herkomst is. Met name in Vojvodina en het bergachtige grensgebied tussen Bosnië en Kosovo zijn weliswaar enige overduidelijke mengvormen bekend. Een enkele tamburitzavorm echter waarbij er een peervormig kast en/of rondere buik aanwezig is, is eerder afgeleid van de Albanese sharki, een snaarinstrument dat behoort tot de Turkse sazlarfamilie.
Aanvankelijk heerste de opvatting dat de tambura een afgeleid instrument is, een combinatie van instrumenten uit alle windstreken: de mandoline (west), de Griekse luitachtige laouto, de Arabische oed (zuid), de Turkse saz (oost), en zelfs de Russische balalaika (noord).
Er zijn echter zowel in Macedonië als Bulgarije afbeeldingen bekend uit de 13e en 14e eeuw (ruim vóór de bijna 500 jaar durende Turkse overheersing op de Balkan, die pas in de 20e eeuw ophield te bestaan) waarop tambura-achtige instrumenten staan afgebeeld. Uit Bulgaars onderzoek eind jaren negentig van de vorige eeuw bleek, dat de Bulgaarse afbeeldingen grote gelijkenis vertoonden met die van instrumenten van het Tataarse volk. Dit destijds uitdijende nomadenvolk trok langzaam via de noordelijke zijderoute (ten noorden van de Zwarte Zee) richting het huidige Bulgarije, en heeft naar alle waarschijnlijkheid de 'balkantambura' meegebracht.
Deze theorie werpt een volkomen ander licht op de rol van de tambura in de Balkan: zo zou de Bulgarski tambura niet zelf een afgeleide zijn, maar qua vorm en speelwijze, samen met de eeuwenoude Griekse laouto, weleens aan de bakermat kunnen hebben gestaan van een nog veel bekender, maar relatief jong (19e eeuw) snaarinstrument: de bouzouki.
Ook is er de opvatting, dat de Makedonski tambura zich, net als de guzla (een inheemse vedel), door de eeuwen heen als autonoom instrument ontwikkeld heeft, en dat déze tamburasoort (in dat geval) mede aan de basis heeft gestaan van waarschijnlijk de tamburitza (mandoline) en vrijwel zeker de Pirinski tambura (Bulgarski tambura)